# De schol
De schol is een sprookje uit Kinder- und Hausmärchen met volgnummer KHM172, opgetekend door de gebroeders Grimm. De oorspronkelijke naam is Die Scholle.

## Het verhaal
De vissen zijn ontevreden omdat er geen orde in hun rijk heerst. Niemand houdt rekening met een ander en de sterkere slaat de zwakkere. Ze willen een koning die zorgt voor recht en gerechtigheid. Degene die het snelst door de golven kan zwemmen zal heerser worden. Aan de oever gaan ze op een rij staan en ze vertrekken tegelijk. De snoek en de haring, de grondeling, de baars en de karper zwemmen snel. De haring ligt voor en de schol wordt jaloers en roept "blote" haring. Sinds die tijd heeft de schol als straf een scheve bek.

## Achtergronden bij het sprookje
- Het sprookje komt van dominee Musäus en is te vinden in een historisch jaarboek over Mecklenburg.
- Het is een ethologisch sprookje: het verklaart het uiterlijk of de gewoonte van dieren zoals ook Het winterkoninkje (KHM171), De roerdomp en de hop (KHM173), en diverse verhalen in Sprookjes van de Lage Landen met titels als Waarom de beer een korte staart heeft of Waarom katten zich schoonlikken na het eten. In Strohalm, kooltje vuur en boontje (KHM18) wordt verteld waarom een boon een lapje draagt.